# Muraši
Muraši è una cittadina della Russia europea nordorientale (Oblast' di Kirov), situata sul versante meridionale degli Uvali settentrionali, 112 km a nordovest del capoluogo Kirov; è il capoluogo amministrativo del distretto omonimo.
Fondata nel 1895 durante la costruzione della ferrovia fra Kirov (che allora aveva nome Vjatka) e Syktyvkar, nei pressi della stazione ferroviaria omonima; ottenne lo status di città nel 1944. Negli anni della seconda guerra mondiale e in quelli immediatamente successivi vide un certo aumento di popolazione causato dai massicci arrivi di popolazione che veniva evacuata dalla Russia occidentale sotto l'avanzata delle armate naziste; nei decenni successivi, tuttavia, i livelli di popolazione sono tornati a quelli della fine degli anni trenta.
Muraši è un piccolo centro industriale (alimentari, prodotti forestali) e centro di riferimento per il circondario, ad economia agricolo-zootecnica.

## Società

### Evoluzione demografica
Fonte: mojgorod.ru
- 1939: 7.500
- 1959: 14.200
- 1970: 12.700
- 1989: 10.100
- 2007: 7.000